# Risto E.J. Penttilä
Risto Erkki Juhani Penttilä, född 17 mars 1959 i Björneborg, är en finländsk politiker och samhällsdebattör. 
Penttilä var forskare vid flera europeiska utrikespolitiska institut 1988–1991. Han disputerade för doktorsgraden i Oxford 1989 och var specialforskare vid försvarsministeriet 1991–1994. Han utsågs 1994 till ordförande för det nybildade partiet Ungfinnarna och satt i Finlands riksdag 1995–1999. Han blev 2002 direktör vid Näringslivets delegation (EVA) och gjorde på denna post uppmärksammade inlägg i samhällsdebatten. Han valdes i början av 2010 till verkställande direktör för Centralhandelskammaren i Finland. Bland hans arbeten märks Finland's Search for Security through Defence 1944–89 (1991) och Historian roolipeli (2006), en betraktelse kring finländska ledares agerande i förhållande till det ryska imperiet och Europeiska unionen.

## Utmärkelser
- Fjärde graden av Terra Mariana-korsets orden,  2 februari 2005[2]

[Redigera Wikidata]

### Webbkällor
- Penttilä, Risto E J i Uppslagsverket Finland (webbupplaga, 2012). CC-BY-SA 4.0